# BAFTA al millor so
El BAFTA al millor so és un premi que atorga la BAFTA (British Academy of Film and Television Arts) en una cerimònia anual, en reconeixement del millor so.

## Dècada del 1960
| 1968 - 2001: A Space Odyssey - Winston Ryder - The Charge of the Light Brigade - Simon Kaye - The Lion in Winter - Chris Greenham - Oliver! - John Cox Bob Jones - Ostře sledované vlaky - Jirí Pavlik | 1969 - Oh! What a Lovely War - Don Challis, Simon Kaye - Battle of Britain - Teddy Mason, Jim Shields - Bullitt - Ed Scheid - Isadora - Terry Rawlings - Women in Love - Terry Rawlings |

## Dècada del 1970
| 1970 - Butch Cassidy and the Sundance Kid - Don Hall, David Dockendorf, William Edmondson - M*A*S*H - Don Hall, David Dockendorf, Bernard Freericks - Patton - Don Hall, Douglas O. Williams, Don J. Bassman - Ryan's Daughter - Winston Ryder, Gordon K. McCallum 1971 - Morte a Venezia - Vittorio Trentino, Giuseppe Muratori - Fiddler on the Roof - Les Wiggins, David Hildyard, Gordon K. McCallum - The Go-Between - Garth Craven, Peter Handford, Hugh Strain - Diumenge, maleït diumenge - David Campling, Simon Kaye, Gerry Humphreys 1972 - Cabaret - David Hildyard, Robert Knudson, Arthur Piantadosi - A Clockwork Orange - Brian Blamey, John Jordan, Bill Rowe - Deliverance - Jim Atkinson, Walter Goss, Doug E. Turner - The French Connection - Christopher Newman, Theodore Soderberg 1973 - Jesus Christ Superstar - Les Wiggins, Gordon K. McCallum, Keith Grant - The Discreet Charm of the Bourgeoisie - Guy Villette, Luis Buñuel - The Day of the Jackal - Nicholas Stevenson, Bob Allen - Don't Look Now - Rodney Holland, Peter Davies, Bob Jones 1974 - The Conversation - Art Rochester, Nathan Boxer, Michael Evje, Walter Murch - Terratrèmol (Earthquake) - Melvin M. Metcalfe Sr., Ronald Pierce - The Exorcist - Christopher Newman, Jean-Louis Ducarme, Robert Knudson, Fred J. Brown, Bob Fine, Ross Taylor, Ron Nagel, Doc Siegel, Gonzalo Gavira, Hal Landaker - Gold - Alan Soames, Rydal Love, Michael Crouch, John W. Mitchell, Gordon K. McCallum | 1975 - Nashville - William A. Sawyer, James E. Webb, Chris McLaughlin, Richard Portman - Dog Day Afternoon - Jack Fitzstephens, Richard P. Cirincione, Sanford Rackow, Stephen A. Rotter, James Sabat, Dick Vorisek - Jaws - John R. Carter, Robert L. Hoyt - Rollerball - Les Wiggins, Archie Ludski, Derek Ball, Gordon K. McCallum 1976 - Bugsy Malone - Les Wiggin,s Clive Winter, Ken Barker - All the President's Men - Milton C. Burrow, James E. Webb, Les Fresholtz, Arthur Piantadosi, Rick Alexander - One Flew Over the Cuckoo's Nest - Mary McGlone, Robert R. Rutledge, Veronica Selver, Larry Jost, Mark Berger - Picnic at Hanging Rock - Greg Bell, Don Connolly 1977 - A Bridge Too Far - Peter Horrocks, Gerry Humphreys, Simon Kaye, Robin O'Donoghue, Les Wiggins - Network - Jack Fitzstephens, Marc Laub, Sanford Rackow, James Sabat, Dick Vorisek - New York, New York - Kay Rose, Michael Colgan, James Fritch, Larry Jost, Richard Portman - A Star Is Born - Robert Glass, Robert Knudson, Marvin I. Kosberg, Tom Overton, Josef von Stroheim, Dan Wallin 1978 - Star Wars - Sam Shaw, Robert R. Rutledge, Gordon Davidson, Gene Corso, Derek Ball, Don MacDougall, Bob Minkler, Ray West, Michael Minkler, Les Fresholtz, Richard Portman, Ben Burtt - Encontres a la tercera fase - Gene S. Cantamessa, Robert Knudson, Don MacDougall, Robert Glass, Stephen Katz, Frank E. Warner, Richard Oswald - Saturday Night Fever - Michael Colgan, Les Lazarowitz, John Wilkinson, Robert W. Glass Jr., John T. Reitz - Superman - Chris Greenham, Gordon K. McCallum, Peter Pennell, Mike Hopkins, Pat Foster, Stan Fiferman, John Foster, Roy Charman, Norman Bolland, Brian Marshall, Charles Schmitz, Richard Raguse, Chris Large 1979 - Alien - Derrick Leather, Jim Shields, Bill Rowe - Manhattan - James Sabat, Dan Sable, Jack Higgins - Apocalypse Now - Nathan Boxer, Richard P. Cirincione, Walter Murch - The Deer Hunter - C. Darin Knight, James J. Klinger, Richard Portman |

## Dècada del 1980
| 1980 - Fama (Fame) - Christopher Newman, Les Wiggins, Michael J. Kohut - Comença l'espectacle - Maurice Schell, Christopher Newman, Dick Vorisek - Don Giovanni - Jean-Louis Ducarme, Jacques Maumont, Michelle Nenny - The Rose - James E. Webb, Chris McLaughlin, Kay Rose, Theodore Soderberg - Star Wars V - Peter Sutton, Ben Burtt, Bill Varney 1981 - The French Lieutenant's Woman - Don Sharpe, Ivan Sharrock, Bill Rowe - Chariots of Fire - Clive Winter, Bill Rowe, Jim Shields - Coal Miner's Daughter - Gordon Ecker, James R. Alexander, Richard Portman, Roger Heman Jr. - Raiders of the Lost Ark - Roy Charman, Ben Burtt, Bill Varney 1982 - Pink Floyd The Wall - James Guthrie, Eddy Joseph, Clive Winter, Graham V. Hartstone, Nicolas Le Messurier - Blade Runner - Peter Pennell, Bud Alper, Graham V. Hartstone, Gerry Humphreys - E.T. the Extra-Terrestrial - Charles L. Campbell, Gene S. Cantamessa, Robert Knudson, Robert Glass, Don Digirolamo - Gandhi - Jonathan Bates, Simon Kaye, Gerry Humphreys, Robin O'Donoghue 1983 - Jocs de guerra - Willie D. Burton, Michael J. Kohut, William L. Manger - Flashdance - James E. Webb, Robert Knudson, Robert Glass, Don Digirolamo - Star Wars VI - Ben Burtt, Tony Dawe, Gary Summers - La traviata - Cesare D'Amico, Jean-Louis Ducarme, Claude Villand, Federico Savina 1984 - The Killing Fields - Ian Fuller, Clive Winter, Bill Rowe - Carmen - Carlos Faruelo, Alfonso Marcos, Antonio Illán - Greystoke: The Legend of Tarzan, Lord of the Apes - Ivan Sharrock, Gordon K. McCallum, Les Wiggins, Roy Baker - Indiana Jones and the Temple of Doom - Ben Burtt, Simon Kaye, Laurel Ladevich | 1985 - Amadeus - John Nutt, Christopher Newman, Mark Berger - Carmen - Hugues Darmois, Harald Maury, Dominique Hennequin, Bernard Leroux - A Chorus Line - Jonathan Bates, Christopher Newman, Gerry Humphreys - The Cotton Club - Edward Beyer, Jack C. Jacobsen, David Carroll 1986 - Out of Africa - Tom McCarthy Jr., Peter Handford, Chris Jenkins - Aliens - Don Sharpe, Roy Charman, Graham V. Hartstone - La missió - Ian Fuller, Bill Rowe, Clive Winter - A Room with a View - Tony Lenny, Ray Beckett, Richard King 1987 - Cry Freedom - Jonathan Bates, Simon Kaye, Gerry Humphreys - Full Metal Jacket - Nigel Galt, Edward Tise, Andy Nelson - Hope and Glory - Ron Davis, Peter Handford, John Hayward - Radio Days - Robert Hein, James Sabat, Lee Dichter 1988 - Empire of the Sun - Charles L. Campbell, Louis L. Edemann, Robert Knudson, Tony Dawe - Bird - Alan Robert, Murray Robert, G. Henderson, Willie D. Burton, Les Fresholtz - Good Morning, Vietnam - Bill Phillips, Clive Winter, Terry Porter - The Last Emperor - Ivan Sharrock, Bill Rowe, Les Wiggins 1989 - Mississippi Burning - Bill Phillips, Danny Michael, Robert J. Litt, Elliot Tyson, Rick Kline - Batman - Don Sharpe, Tony Dawe, Bill Rowe - Henry V - Campbell Askew, David Crozier, Robin O'Donoghue - Indiana Jones and the Last Crusade - Richard Hymns, Tony Dawe, Ben Burtt, Gary Summers, Shawn Murphy |

## Dècada del 1990
| 1990 - Els fabulosos Baker Boys - J. Paul Huntsman, Stephan von Hase, Chris Jenkins, Gary Alexander, Doug Hemphill - Dick Tracy - Dennis Drummond, Thomas Causey, Chris Jenkins, David E. Campbell, Doug Hemphill - The Hunt for Red October - Cecilia Häll, George Watters II, Richard Bryce Goodman, Don J. Bassman - Wild at Heart - Randy Thom, Richard Hymns, Jon Huck, David Parker 1991 - Terminator 2: Judgment Day - Lee Orloff, Tom Johnson, Gary Rydstrom, Gary Summers - The Commitments - Clive Winter, Eddy Joseph, Andy Nelson, Tom Perry, Steve Pederson - Ballant amb llops - Jeffrey Perkins, Bill W. Benton, Gregory H. Watkins, Russell Williams II - The Silence of the Lambs - Skip Lievsay, Christopher Newman, Tom Fleischman 1992 - JFK - Tod A. Maitland, Wylie Statesman, Michael D. Wilhoit, Michael Minkler, Gregg Landaker - The Last of the Mohicans - Simon Kaye, Lon Bender, Larry Kemp, Paul Massey, Doug Hemphill, Mark Smith, Chris Jenkins - Strictly Ballroom - Antony Gray, Ben Osmo, Roger Savage, Ian McLoughlin, Phil Judd - Unforgiven - Alan Robert, Murray Walter Newman, Rob Young, Les Fresholtz, Vern Poore, Rick Alexander 1993 - The Fugitive - John Leveque, Bruce Stambler, Becky Sullivan, Scott D. Smith, Donald O. Mitchell, Michael Herbick, Frank A. Montaño - Jurassic Park - Richard Hymns, Ron Judkins, Gary Summers, Gary Rydstrom, Shawn Murphy - The Piano - Lee Smith, Tony Johnson, Gethin Creagh - Schindler's List - Charles L. Campbell, Louis L. Edemann, Robert Jackson, Ron Judkins, Andy Nelson, Steve Pederson, Scott Millan 1994 - Speed - Stephen Hunter, Flick Gregg Landaker, Steve Maslow, Bob Beemer, David MacMillan - Backbeat - Glenn Freemantle, Chris Munro, Robin O'Donoghue - The Lion King - Terry Porter, Mel Metcalfe, David Hudson, Doc Kane - Pulp Fiction - Stephen Hunter Flick, Ken King, Rick Ash, Dean A. Zupancic | 1995 - Braveheart - Per Hallberg, Lon Bender, Brian Simmons, Andy Nelson, Scott Millan, Anna Behlmer - Apollo 13 - David MacMillan, Rick Dior, Scott Millan, Steve Pederson - GoldenEye - Jim Shields, David John, Graham V. Hartstone, John Hayward, Michael A. Carter - The Madness of King George - Christopher Ackland, David Crozier, Robin O'Donoghue 1996 - Shine - Jim Greenhorn, Toivo Lember, Livia Ruzic, Roger Savage, Gareth Vanderhope - The English Patient - Mark Berger, Pat Jackson, Walter Murch, Christopher Newman, David Parker, Ivan Sharrock - Evita - Anna Behlmer, Eddy Joseph, Andy Nelson, Ken Weston, Nigel Wright - Independence Day - Bob Beemer, Bill W. Benton, Chris Carpenter, Sandy Gendler, Val Kuklowsky, Jeff Wexler 1997 - L.A. Confidential - Terry Rodman, Roland N. Thai, Kirk Francis, Andy Nelson, Anna Behlmer, John Leveque - Titanic - Gary Rydstrom, Tom Johnson, Gary Summers, Mark Ulano - The Full Monty - Alistair Crocker, Adrian Rhodes, Ian Wilson - Romeo + Juliet - Gareth Vanderhope, Rob Young, Roger Savage 1998 - Saving Private Ryan - Gary Rydstrom, Ron Judkins, Gary Summers, Andy Nelson, Richard Hymns - Hilary and Jackie - Nigel Heath, Julian Slater, David Crozier, Ray Merrin, Graham Daniel - Little Voice - Peter Lindsay, Rodney Glenn, Ray Merrin, Graham Daniel - Shakespeare in Love - Peter Glossop, John Downer, Robin O'Donoghue, Dominic Lester 1999 - The Matrix - David Lee, John T. Reitz, Gregg Rudloff, David E. Campbell, Dane A. Davis - American Beauty - Scott Martin, Gershin Scott Millan, Bob Beemer, Richard Van Dyke - Star Wars I - Ben Burtt, Tom Bellfort, John Midgley, Gary Rydstrom, Tom Johnson, Shawn Murphy - Buena Vista Social Club - Martin Müller, Jerry Boys |

## Dècada del 2000
| 2000 - Gairebé famosos - Jeff Wexler, Doug Hemphill, Rick Kline, Paul Massey, Michael D. Wilhoit - Billy Elliot - Mark Holding, Mike Prestwood Smith, Zane Hayward - Gladiator - Ken Weston, Scott Millan, Bob Beemer, Per Hallberg - The Perfect Storm - Keith A. Wester, John T. Reitz, Gregg Rudloff, David E. Campbell, Wylie Statesman, Kelly Cabral - Wo hu cang long - Drew Kunin, Reilly Steele, Eugene Gearty, Robert Fernandez 2001 - Moulin Rouge! - Andy Nelson, Anna Behlmer, Roger Savage, Guntis Sics, Gareth Vanderhope, Antony Gray - Black Hawk abatut - Chris Munro, Per Hallberg, Michael Minkler, Myron Nettinga, Karen M. Baker - Harry Potter and the Philosopher's Stone - John Midgley, Eddy Joseph, Ray Merrin, Graham Daniel, Adam Daniel - The Lord of the Rings: The Fellowship of the Ring - David Farmer, Hammond Peek, Christopher Boyes, Gethin Creagh, Michael Semanick, Ethan Van der Ryn, Mike Hopkins - Shrek -Andy Nelson, Anna Behlmer, Wylie Statesman, Lon Bender 2002 - Chicago - Michael Minkler, Dominick Tavella, David Lee, Maurice Schell - Gangs of New York - Tom Fleischman, Ivan Sharrock, Eugene Gearty, Philip Stockton - Harry Potter and the Chamber of Secrets - Randy Thom, Dennis Leonard, John Midgley, Ray Merrin, Graham Daniel, Rick Kline - The Lord of the Rings: The Two Towers - Ethan Van der Ryn, David Farmer, Mike Hopkins, Hammond Peek, Christopher Boyes, Michael Semanick, Michael Hedges - The Pianist - Jean-Marie Blondel, Dean Humphreys, Gérard Hardy 2003 - Master and Commander: The Far Side of the World - Richard King, Doug Hemphill, Paul Massey, Art Rochester - Cold Mountain - Eddy Joseph, Ivan Sharrock, Walter Murch, Mike Prestwood Smith, Matthew Gough - Kill Bill: Vol. 1 - Michael Minkler, Myron Nettinga, Wylie Statesman, Mark Ulano - The Lord of the Rings: The Return of the King - Ethan Van der Ryn, Mike Hopkins, David Farmer, Christopher Boyes, Michael Hedges, Michael Semanick, Hammond Peek - Pirates of the Caribbean: The Curse of the Black Pearl - Christopher Boyes, George Watters II, Lee Orloff, David Parker, David E. Campbell 2004 - Ray - Karen M. Baker, Per Hallberg, Steve Cantamessa, Scott Millan, Greg Orloff, Bob Beemer - The Aviator - Philip Stockton, Eugene Gearty, Petur Hliddal, Tom Fleischman - Collateral - Elliott Koretz, Lee Orloff, Michael Minkler, Myron Nettinga - La casa de les dagues voladores - Jing Tao, Roger Savage - Spider-Man 2 - Paul N.J. Ottosson, Kevin O'Connell, Greg P. Russell, Jeffrey J. Haboush 2005 - Walk the Line - Paul Massey, Doug Hemphill, Peter F. Kurland, Donald Sylvester - Batman Begins -David Evans, Stefan Henrix, Peter Lindsa - King Kong - Hammond Peek, Christopher Boyes, Mike Hopkins, Ethan Van der Ryn - The Constant Gardener - Joakim Sundström, Stuart Wilson, Mike Prestwood Smith, Sven Taits - Crash - Richard Van Dyke, Sandy Gendler, Adam Jenkins, Marc Fishman | 2006 - Casino Royale - Chris Munro, Eddy Joseph, Mike Prestwood Smith, Martin Cantwell, Mark Taylor - Babel - José Antonio García, Jon Taylor, Christian P. Minkler, Martín Hernández - El laberinto del fauno - Martín Hernández, Jaime Baksht, Miguel Ángel Polo - Pirates of the Caribbean: Dead Man's Chest - Christopher Boyes, George Watters II, Paul Massey, Lee Orloff - United 93 - Chris Munro, Mike Prestwood Smith, Doug Cooper, Oliver Tarney, Eddy Joseph 2007 - L'ultimàtum de Bourne - Kirk Francis, Scott Millan, Dave Parker, Karen Baker, Landers Per Hallberg - Atonement - Danny Hambrook, Paul Hamblin, Catherine Hodgson, Becki Ponting - No Country for Old Men - Peter Kurland, Skip Lievsay, Craig Berkey, Greg Orloff - There Will Be Blood - Christopher Scarabosio, Matthew Wood, John Pritchett, Michael Semanick, Tom Johnson - La Môme - Laurent Zeilig, Pascal Villard, Jean-Paul Hurier, Marc Doisne 2008 - Slumdog Millionaire - Glenn Freemantle, Resul Pookutty, Richard Pryke, Tom Sayers, Ian Tapp - Changeling – Walt Martin, Alan Robert Murray, John Reitz, Gregg Rudloff - The Dark Knight – Lora Hirschberg, Richard King, Ed Novick, Gary Rizzo - Quantum of Solace – Jimmy Boyle, Eddy Joseph, Chris Munro, Mike Prestwood Smith, Mark Taylor - WALL·E – Ben Burtt, Tom Myers, Michael Semanick, Matthew Wood 2009 - The Hurt Locker - Ray Beckett, Paul N. J. Ottosson - Avatar - Christopher Boyes, Gary Summers, Andy Nelson, Tony Johnson, Addison Teague - District 9 - Brent Burge, Chris Ward, Dave Whitehead, Michael Hedges, Ken Saville - Star Trek - Peter J. Devlin, Andy Nelson, Anna Behlmer, Mark Stoeckinger, Ben Burtt - Up - Tom Myers, Michael Silvers, Michael Semanick |

## Dècada del 2010
| 2010 − Inception − Richard King, Lora Hirschberg, Gary A Rizzo i Ed Novick - 127 Hours – Glenn Freemantle, Ian Tapp, Richard Pryke, Steven C Laneri i Douglas Cameron - Black Swan – Ken Ishii, Craig Henighan i Dominick Tavella - El discurs del rei – John Midgley, Lee Walpole i Paul Hamblin - True Grit – Skip Lievsay, Craig Berkey, Greg Orloff, Peter F Kurland i Douglas Axtell |